# Аксенгир (Карасайский район)
Аксенгир (каз. Ақсеңгір) — село в Карасайском районе Алматинской области Казахстана. Входит в состав Ельтайского сельского округа. Код КАТО — 195233180.

## Население
В 1999 году население села составляло 385 человек (180 мужчин и 205 женщин). По данным переписи 2009 года, в селе проживали 592 человека (315 мужчин и 277 женщин).